# Columnea grandifolia
Columnea grandifolia là một loài thực vật có hoa trong họ Tai voi. Loài này được Rusby mô tả khoa học đầu tiên năm 1920.